# Napoleons återtåg från Ryssland 1812 (film)
Napoleons återtåg från Ryssland 1812  (ryska: 1812 год, fritt översatt År 1812) är en rysk dramafilm från 1912, regisserad av Vasilij Gontjarov, Kai Hansen och Aleksandr Uralskij. Filmen i fyra delar utspelar sig under Napoleons ryska fälttåg 1812.

## Rollista
- Vladimir Gardin – Napoleon I
- Vasilij Gontjarov – Napoleon, några scener
- Aleksandra Gontjarova
- Andrej Gromov
- Pavel Knorr – Napoleon, några scener
- Vasilij Serjozjnikov – Napoleon, några scener [3]